# Michael Weiss (Musiker)
Michael Weiss (* 10. Februar 1958 in Dallas, Texas) ist ein US-amerikanischer Jazzpianist, Arrangeur, Komponist und Musikpädagoge.

## Leben und Wirken
Weiss hatte ab dem Alter von sechs Jahren klassischen Klavierunterricht. Mit 15 besuchte er die Interlochen Academy in Michigan, bevor er sein Studium an der Indiana University begann. Daneben trat er als Begleitmusiker mit Al Kiger und Pookie Johnson auf. Nach seiner Graduierung 1981 zog er nach New York City. Seine Karriere begann er Anfang der 1980er Jahre als Begleiter des Sängers Jon Hendricks; außerdem trat er regelmäßig mit Junior Cook im Club Star Café auf; danach spielte er mit dem Junior Cook/Bill Hardman Quintett, Slide Hampton und Lou Donaldson sowie mit ersten eigenen Formationen. Im Laufe seiner weiteren Karriere arbeitete er u. a. mit Johnny Griffin, für den er auch als Arrangeur tätig war, ferner mit Art Farmer, Gerry Mulligan,  George Coleman und Jimmy Heath. Unter eigenem Namen spielte er einige Alben für Criss Cross Jazz, SteepleChase und DIW Records ein. Weiss, der auch E-Piano spielt, ist von Herbie Hancock, McCoy Tyner, Kenny Barron, Cedar Walton und Chick Corea beeinflusst.
1989 gewann er den zweiten Preis beim Thelonious Monk International Piano Competition, im folgenden Jahr ein Stipendium der National Endowment for the Arts; in dessen Rahmen entstand Monk, Bud and Bird: Rediscovered Rarities mit Tom Harrell und Charles McPherson. Außerdem arbeitete er zusammen mit Barry Harris an den Liner Notes für eine Werkausgabe der gesamten Aufnahmen von Bud Powell für Verve. In dieser Zeit traten Weiss und Harris auch in einer Konzertreihe namens Bud Powell: Two Generations auf. Ferner trat er als Solist und Bandleader in mehreren Radiosendungen des National Public Radio auf, so präsentierte ihn auch Marian McPartland in ihrer Reihe Piano Jazz.
Anfang der 1990er Jahre wandte sich Weiss vermehrt dem Komponieren zu und bildete ein Workshop-Sextett zur Entwicklung neuer Arrangements. 2000 trat er mit seinem Septett auf dem Detroit International Jazz Festival auf; es folgten Engagements bei der Smithsonian Institution und im New Yorker Blue Note. Im April 2008 gastierte er eine Woche in Triobesetzung mit Peter Washington und Lewis Nash im New Yorker Village Vanguard. 2019 leitet er ein Quartett, dem Steve Wilson (Altsaxophon), Ugonna Okegwo (Bass) und George Fludas (Drums) angehören. 
Als Komponist wurde er 2000 mit dem BMI/Thelonious Monk Institute Composers Competition ausgezeichnet. 2002 erhielt er den Preis der Chamber Music America's New Works: Creation and Presentation, um eine längere Komposition für sein Septett zu schreiben.
Als Musikpädagoge unterrichtete Weiss am Queens College, an der Juilliard School of Music und der Hartt School of Music; ferner hielt er Workshops an Schulen.

## Diskographische Hinweise
- Presenting Michael Weiss (Criss Cross, 1986) mit Tom Kirkpatrick, Ralph LaLama, Ray Drummond, Kenny Washington
- Power Station (DIW, 1998) mit Eric Alexander, John Webber, Joe Farnsworth
- Milestones (SteepleChase, 2000) mit Paul Gill, Joe Farnsworth
- Soul Journey (Sintra Records, 2003) mit Steve Wilson, Ryan Kisor, Steve Davis, Paul Gill, Joe Farnsworth, Daniel Sadownick